# Escol
Escol (em hebraico : אֶשְׁכֹּל Eškōl) é um nome da Bíblia Hebraica que pode referir-se a:
- Um dos três confederados amorreus de Abraão, que, com seus irmãos Manre e Aner, juntou forças com os de Abraão na perseguição do rei Quedorlaomer.

- Um uádi ou vale de torrente, provavelmente situado a pouca distância ao norte de Hebrom. Foi deste vale que os espias israelitas carregaram consigo um grande cacho de uvas, e os vinhedos desta região ainda são famosos pela alta qualidade das suas uvas. É possível que o nome resultasse deste acontecimento durante a viagem de espionagem.[1]